# Apollonio di Calcide
Apollonio di Calcide (II secolo – II secolo) è stato un filosofo greco antico.

## Biografia
Filosofo stoico, di cui abbiamo scarse notizie: non è chiaro se fosse nativo di Calcide, o anche di Calcedonia o di Nicomedia. Venne a Roma, invitato dall'imperatore Antonino Pio e divenne maestro di Lucio Vero e Marco Aurelio insieme a Giunio Rustico.
Lo stesso Marco Aurelio avrebbe poi spiegato che Apollonio gli aveva insegnato ad affrontare il dolore fisico, la perdita di un familiare o il dolore cronico con serenità e compostezza, in ossequio al principio stoico della ataraxìaː
(trad. A. D'Andria)
Si tratta sicuramente dello stesso Apollonio di cui Luciano scrive che fu invitato ad insegnare filosofia a corte e che fu oggetto, in tale occasione, di una battuta scherzosa del filosofo Demonatte.